# 半クラウン銀貨
半クラウン銀貨（はんクラウンぎんか、half crown）は、イギリスの旧通貨制度における、2シリング6ペンスに相当する銀貨の名称である。

## 仕様
直径32ミリメートル、重量14.1380グラム、銀純度92.5パーセントのスターリングシルバー。

## 歴史

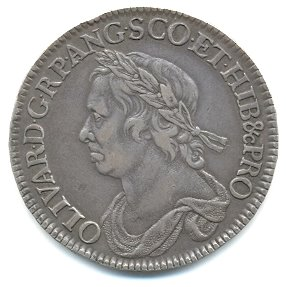
オリバークロムウェルを描いた半クラウン銀貨。1656年と58年に発行

イギリスが現在のような十進法の通貨制度を取り入れる1971年まで、クラウン銀貨と共に流通していたこの銀貨は、1551年、エドワード6世の時代にクラウン銀貨と共に初めて発行された。クラウンという貨幣単位はそれ以前にも存在したが、その時代は金貨として発行された。1526年、ヘンリー8世の改鋳により登場したクラウン・オブ・ダブルローズ金貨が5シリングとされたのに端を発する。
発行当初のコインはクラウン銀貨同様にハンマーコインであり、現在のような本格的な鋳造コインとしては、1656年発行のオリバー・クロムウェルの肖像を描いたものが最初とされている。以後歴代の君主が刻まれ、1970年まで発行された。1920年にイギリス銀貨はその品位が.925から.500に引き下げられたため、ジョージ5世の1920年以降に発行されたものとジョージ6世の半クラウン銀貨はスターリングシルバーではない。また、1947年以降は白銅貨となった。

## 種類

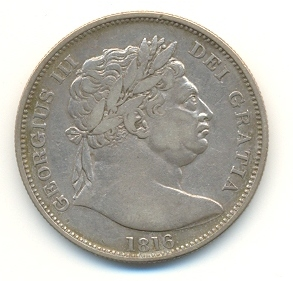
ジョージ3世の半クラウン銀貨。1816年発行

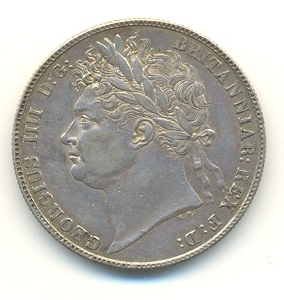
ジョージ4世の半クラウン銀貨。1821年発行

先に述べたとおり、半クラウン銀貨の歴史は1551年に遡るが、英国が金本位制を採用した1816年以降に鋳造、発行された半クラウン硬貨には次の各種類がある。
ジョージ3世の肖像
- 1816～1817年銘 表：大型胸像 裏：王冠、ガーター勲章、紋章を描いた盾
- 1817～1820年銘 表：小型頭像 裏：王冠、ガーター勲章、紋章を描いた盾

ジョージ4世の肖像
- 1820～1823年銘 表：月桂冠を戴く頭像 裏：王冠を戴く紋章を描いた盾、モチーフの植物
- 1823～1824年銘 表：月桂冠を戴く頭像 裏：王冠、ガーター勲章、紋章を描いた盾
- 1824～1829年銘 表：月桂冠の無い頭像 裏：王冠を戴く紋章を描いた盾

ウィリアム4世の肖像
- 1831～1837年銘 表：月桂冠の無い頭像 裏：マントに包まれた紋章を描く盾

ヴィクトリア女王の肖像
- 1839～1864年銘 表：ヤングヘッド 裏：花環と紋章を描いた盾
- 1874～1887年銘 表：ヤングヘッド（図案変更） 裏：花環と紋章を描いた盾
- 1887～1892年銘 表：ジュビリーヘッド 裏：王冠、ガーター勲章、紋章を描いた盾
- 1893～1901年銘 表：オールドヘッド 裏：王冠、ガーター勲章、紋章を描いた盾

エドワード7世の肖像
- 1902～1910年銘 表：月桂冠の無い頭像 裏：王冠を戴く紋章を描いた盾

ジョージ5世の肖像
- 1910～1919年銘 裏：月桂冠の無い頭像 裏：王冠を戴く紋章を描いた盾
- 1920～1927年銘 1910～1919年タイプと同様。但し厳密には3種類に分類できる。またこれ以後の銀貨は品位が.500に引き下げられた。
- 1927～1936年銘 裏：月桂冠の無い頭像 裏：紋章を描いた盾

エドワード8世の肖像
エドワード8世の肖像のコインは流通用としては発行されなかった。

ジョージ6世の肖像
- 1937～1946年銘 裏：月桂冠の無い頭像 裏：紋章を描いた盾
- 1947～1948年銘 1937～1946年銘タイプと同様。白銅貨
- 1949～1952年銘 1947～1948年銘タイプと同様。但し銘字より IND IMPが削除される。白銅貨

エリザベス2世女王の肖像（全て白銅貨）
- 1953年銘 裏：月桂冠を戴く胸像 裏：王冠を戴く紋章を描いた盾
- 1954～1970年銘 1953年銘タイプと同様。但し銘字より BRITT OMNが削除される。

## 英連邦の半クラウン銀貨
イギリス本国以外の英連邦や植民地でも、本国と同じ通貨制度を採用していた国では、半クラウン銀貨が発行されていた。

## 備考
クラウン銀貨の図案はセントジョージが竜を退治している図案が代表的な図案であったが、半クラウン銀貨においては、一貫して紋章を描いた盾の図案が採用されていた。